# Temnora mirabilis
Temnora mirabilis là một loài bướm đêm thuộc họ Sphingidae. Loài này có ở Kenya và Rwanda.
Chiều dài cánh trước khoảng 27 mm. 